# Meire Grove, Minnesota
Meire Grove, Minnesota (енгл. Meire Grove) град је у америчкој савезној држави Минесота.

## Демографија
По попису из 2010. године број становника је 179, што је 30 (20,1%) становника више него 2000. године.
| Група             | 2000.        | 2010.       |
| Белци             | 149 (100,0%) | 177 (98,9%) |
| Афроамериканци    | 0 (0,0%)     | 0 (0,0%)    |
| Азијати           | 0 (0,0%)     | 2 (1,1%)    |
| Хиспаноамериканци | 0 (0,0%)     | 0 (0,0%)    |
| Укупно            | 149          | 179         |